# Port de Suur-Holm
Le port de Suur-Holm (estonien : Suur-Holmi sadam, code EE SHL  est une marina à Haapsalu en Estonie.

## Présentation
La marina de Suur-Holm est une petite marina privée à l'adresse Westmeri tänav 3, à Haapsalu.
La marina est une heure de route de Tallinn, à l'intersection de plusieurs voies navigables et a proximité de l'archipel de l'ouest de l'Estonie.
Le port offre une cale et un ascenseur à bateaux, un restaurant, et c'est le seul des ports de Haapsalu à avoir une station-service. 
Le propriétaire du port est AS Evore et l'opérateur est Ankrupoi OÜ..